# Campo de San Pedro
Campo de San Pedro è un comune spagnolo di 358 abitanti situato nella comunità autonoma di Castiglia e León.